# Cayaponia caulobotrys
Cayaponia caulobotrys är en gurkväxtart som beskrevs av Charles Jeffrey. Cayaponia caulobotrys ingår i släktet Cayaponia och familjen gurkväxter. Inga underarter finns listade i Catalogue of Life.